# Tytania
Tytania (jap. タイタニア Taitania) ist eine Space Opera des japanischen Autors Yoshiki Tanaka.
Der Roman wurde 1988 in drei Bänden von Tokuma Shoten veröffentlicht, aber nach dem dritten Band beendet. Später wurde er von Square Enix in der Reihe Ex Novels wiederveröffentlicht. Weiterhin wurde er im September 2009 in Verbindung mit einer Anime-Adaption der Roman von Kōdansha in einer neuen Version veröffentlicht. Im Shōnen-Sirius wurde ab der Mai-Ausgabe im Jahr 2008 eine Manga-Fassung herausgebracht. Der TV-Anime lief vom Oktober 2008 bis März 2009 auf NHK-BS2. Seitdem wird er auf NHK General TV ausgestrahlt.  
Im März 2009 trat Yoshiki Tanaka im Eisei Anime Gekijō auf und kündigte eine Fortsetzung der Geschichte an.

## Inhalt
Die sich über das große Universum ausgebreitete Menschheit hat eine große Zahl von interstellaren Staaten errichtet, aber der Großteil davon steht wesentlich unter der Herrschaft der Familie Tytania. Im Jahr 446 des Sternenkalenders erleidet der Weltraumstadtstaat Euriya (??) einen Angriff von Tytania aufgrund von Problemen bezüglich seiner Rechte und Interessen, aber unerwarteterweise drängt es diesen Angriff zurück. Die Menschen, die der Herrschaft Tytanias nicht freundlich gestellt sind, setzen sich in Bewegung und schließlich verwickeln sich die internen Streitigkeiten Tytanias und die Galaxie gerät in eine Zeit der heftigen Erschütterungen.

## Romane
Die aktuelle Auflage wird von Kōdansha veröffentlicht. Es gibt weder deutsche noch englische Übersetzungen. 
- Tytania: Shippū Hen (タイタニア 疾風篇, Dezember 1988, ISBN 978-4-19-153817-7)
- Tytania: Bōfū Hen (タイタニア 暴風篇, November 1989, ISBN 978-4-19-154060-6)
- Tytania: Senpū Hen (タイタニア 旋風篇, Juni 1991, ISBN 978-4-19-154542-7)

## Anime
Der Anime wurde vom Oktober 2008 bis März 2009 auf dem Programm Eisei Anime Gekijō von NHK-BS2 ausgestrahlt. Insgesamt umfasst er 26 Folgen, die auf den ersten beiden Bänden des Romans basieren. Danach wurde der Anime auf NHK General TV ausgestrahlt.
Der Regisseur Noboru Ishiguro schreibt im Nachwort des 1. Bandes der Kōdansha-Edition, dass er gegen eine Animeverfilmung eines unvollständigen Originalwerkes war, teilte aber mit, dass er im Falle eines Abschlusses des Romans eine erneute Animeverfilmung machen wolle.

### Synchronisation
| Rolle            | japanischer Sprecher (Seiyū) |
| ---------------- | ---------------------------- |
| Jouslain Tytania | Daisuke Kishio               |
| Ajman Tytania    | Kenta Miyake                 |
| Fan Hyulick      | Katsuyuki Konishi            |
| Lira Florenz     | Sayuri Yahagi                |

## Manga
Der Manga wurde ab dem Mai 2008 im Shōnen Sirius in Fortsetzungen veröffentlicht. Bei Kōdansha sind auch Sammelbände erschienen:
1. タイタニア1
2. タイタニア2